# Piekary Śląskie

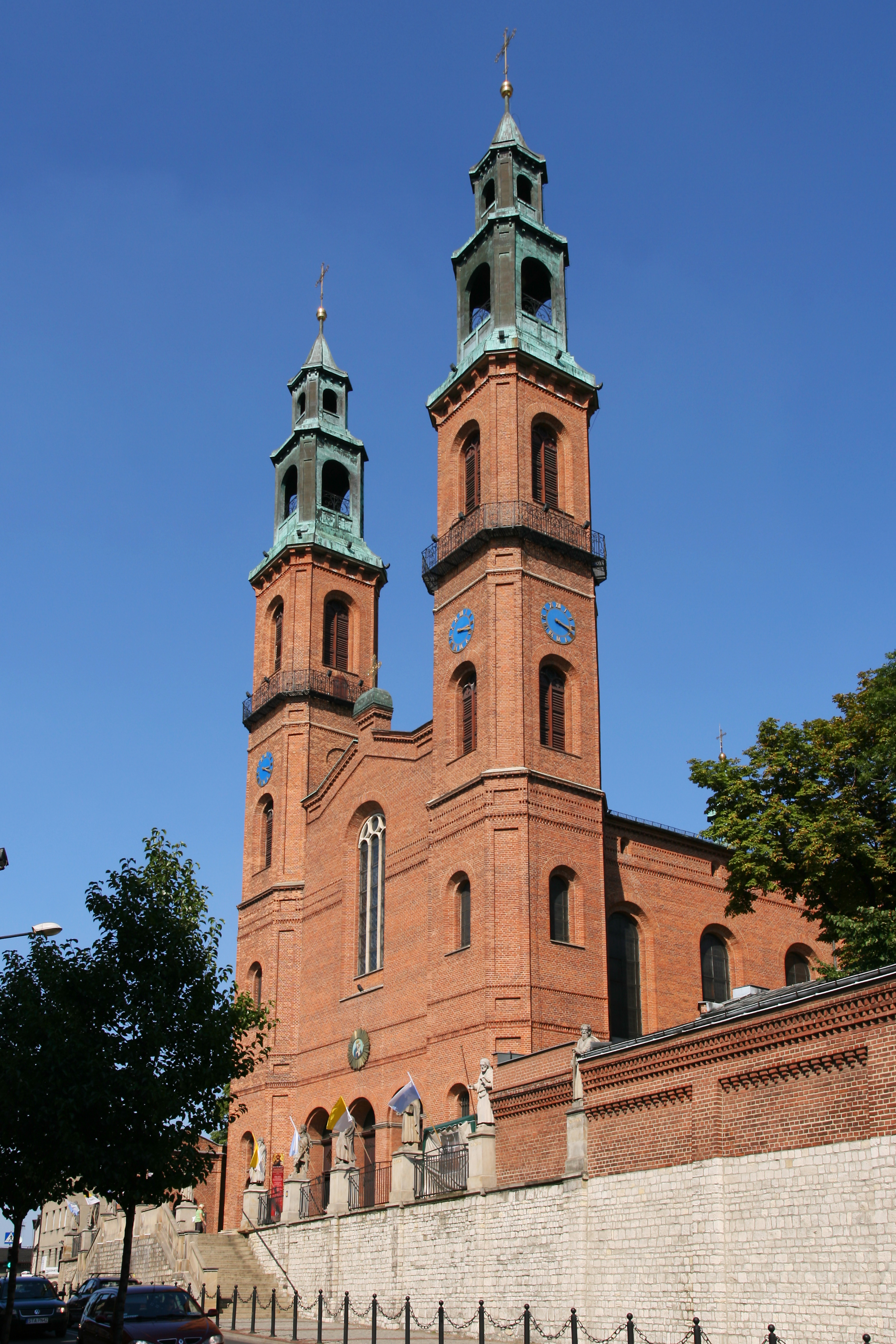
Basilica di Santa Maria e San Bartolomeo

Piekary Śląskie (in slesiano Pjekary, in tedesco Deutsch Piekar, in ceco Slezské Pěkary) è una città polacca del voivodato della Slesia. Dal 1975 al 1998 ha fatto parte del voivodato di Katowice. La città è un centro spirituale dell'alta Slesia, sede di un importante santuario mariano meta di pellegrinaggi e un centro minerario.

## Storia
La prima chiesa risale al periodo tra il 1303 e il 1318. L'insediamento ebbe un forte impulso con lo sfruttamento delle miniere di zinco e piombo nel XV secolo e subì un processo di germanizzazione che si fece più accentuato nel XVIII secolo. Soltanto nel 1922 il territorio entrò a far parte della Polonia a seguito del plebiscito che staccò l'alta Slesia dalla Germania.
La città fu fondata nel 1934 con l'unione dei comuni di Szarlej e Wielkie Piekary.
Nel 1975 a seguito di una riforma amministrativa vennero uniti a Piekary Śląskie i comuni di Dąbrówka Wielka, Brzeziny Śląskie, Brzozowice, Kamień e Kozłowa Góra.

## Luoghi d'interesse
- Santuario mariano
- Basilica di Santa Maria e San Bartolomeo, del 1842.

## Distretti

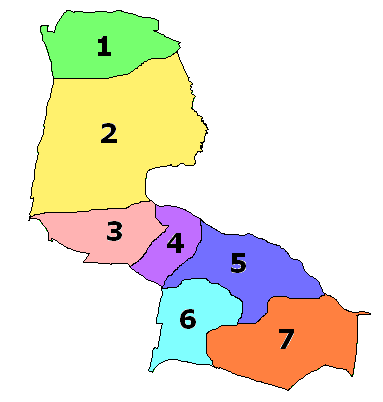
Distretti cittadini

La città di Piekary Śląskie è divisa in 7 frazioni (il numero tra parentesi indica gli abitanti censiti nel 1998):
1. Kozłowa Góra (3.164)
2. Centro (30.037)
3. Szarlej (9.246)
4. Brzozowice (2.058)
5. Kamień (10.927)
6. Brzeziny Śląskie (5.222)
7. Dąbrówka Wielka (4.251)